# José Luis López Monroy
José Luis López Monroy (* 19. Oktober 1979 in Mexiko-Stadt) ist ein mexikanischer Fußballspieler, der im Mittelfeld agiert. Er ist ein Sohn des früheren Fußballspielers José Luis López Mejía, der in den Jahren 1980 und 1981 insgesamt acht Einsätze für die mexikanische Nationalmannschaft absolvierte. Sein Vater war unter dem Spitznamen El Pareja bekannt, woraus sich der Spitzname des Sohnes, El Parejita, ableitet. 

## Leben
Sein erstes Spiel in der mexikanischen Primera División bestritt "El Parejita" für den Puebla FC am 26. August 2000 in einem Heimspiel gegen den CD Irapuato (2:1). Insgesamt kam López bei Puebla aber nur viermal zum Einsatz und er wechselte Anfang 2001 zu seinem Heimatverein Club Universidad Nacional, bei dem er von Anfang an als Stammspieler eingesetzt wurde und für den er in einer am 11. Februar 2001 ausgetragenen Begegnung mit Necaxa (2:1) sein erstes Tor in der Primera División erzielte.
Bis zum Ende der Saison 2006/07 stand López bei den Pumas unter Vertrag, mit denen er beide Meisterschaften des Jahres 2004 und darüber hinaus den im selben Jahr ausgetragenen Supercup gewann.
Nach seinem Weggang von den Pumas stand er in der zweiten Hälfte des Jahres 2007 beim Club Necaxa unter Vertrag, für den er insgesamt siebzehn Spiele absolvierte. Danach war sein Leistungszenit überschritten und er bestritt im Jahr 2008 nur noch insgesamt sieben Erstligaspiele für Cruz Azul, bevor von seinem nächsten Verein Monarcas Morelia in dessen Zweitligateam Mérida FC gesteckt wurde, aber immerhin die Zweitligameisterschaft der Clausura 2009 gewann. Anschließend war er für die Zweitligavereine der Freseros de Irapuato und aktuell für die Correcaminos de la UAT tätig. Mit dem letztgenannten Verein gewann er die Zweitligameisterschaft der Apertura 2011.

## Erfolge
- Mexikanischer Meister: Cla 2004, Ape 2004 (beide mit UNAM Pumas)
- Mexikanischer Supercup: 2004 (mit UNAM Pumas)
- Zweitligameister: Cla 2009 (mit Mérida FC), Ape 2011 (mit UAT Correcaminos)